# Jean-Paul Bourcereau
Jean-Paul Bourcereau est un écrivain et un conteur français, né le 17 mai 1937 à Notre-Dame-de-Monts (Vendée) et mort le 29 janvier 2020 à La Roche-sur-Yon (Vendée).

## Biographie
Professeur de 1957 à 1997, il enseigne le français, l'histoire et la géographie à l’île d’Yeu, Chavagnes-en-Paillers, Palluau et Challans.
Son œuvre rassemble des contes et des histoires d’enfance de sa Vendée.
Il publie trois recueils d'histoires entre 1999 et 2003. Déçu de n'être publié qu'au niveau local, il arrête d'écrire.
Pour élargir le champ de ses lecteurs, il reprend un manuscrit commencé en 1996-1997 et publie en 2015 Théobald, le dernier templier vendéen. Dans ce conte initiatique, il joue, non sans humour, avec l'histoire du procès des Templiers.
Dans Souvenirs de ma guerre, il raconte avec une distance et un humour décalés la buvette que tenaient ses parents à Notre-Dame-de-Monts sur le Mur de l'Atlantique pendant l'Occupation. Pour présenter son livre à temps à un salon, il l'a auto-édité « ce qui est une bêtise car le livre est alors invendable dans le commerce ».
Dans Le moulin de Brûlecul, il transcrit de la tradition orale locale, des contes et des histoires locales aux cocasses péripéties.

## Publications
- Histoires de terre, de sel et de vent (tome 1 des "contes du passeur"), éditions Audval, 1999  (ISBN 2-9511745-5-1)
- Histoires d’hier pour demain (tome 2 des "contes du passeur"), 206 pages, éditions Siloë, 2000  (ISBN 2-908576-48-1)
- Histoires improbables, Challans, éditions LMC, 2003
- Théobald, Le dernier templier vendéen, Geste éditions, 2015  (Prix du Héron cendré[5]) (ISBN 978-2-36746-337-7)
- Souvenirs de ma guerre, 52 pages, édition limitée diffusée à Challans, 2015
- Le moulin de Brûlecul (tome 3 des "contes du passeur"), édition limitée, 2017
- Le dit de celui qui tutoya la mort, éditions Parler les lieux, 2018  (ISBN 978-2-9564827-1-0)